# 28 Cygni
Pour les articles homonymes, voir b Cygni.
Désignations
28 Cygni (en abrégé 28 Cyg) est une étoile binaire de cinquième magnitude de la constellation boréale du Cygne. Elle porte également la désignation de Bayer de b2 Cygni ainsi que la désignation d'étoile variable de V1624 Cygni, 28 Cygni étant sa désignation de Flamsteed. Le système présente une parallaxe annuelle de 3,89 mas mesurée par le satellite Gaia, ce qui permet d'en déduire qu'il est distant d'environ 257 pc (∼838 al) de la Terre. Sa magnitude absolue est de −2,56, ce qui signifie que si l'étoile était distante de 10 pc (~32,6 al), elle serait plus brillante que Sirius, l'étoile la plus brillante du ciel nocturne.
La composante primaire du système de 28 Cygni a été classée comme une étoile bleu-blanc de la séquence principale de type spectral B2,5 V par Lesh (1968). Slettebak (1982) lui a attribué un type spectral de B2 IV(e), ce qui suggérerait plutôt que ce serait une sous-géante un peu plus évoluée. C'est une étoile Be, dont le spectre montre des raies en émission en raison de la présence d'un disque de gaz éjectés en orbite autour de l'étoile. L'étoile montre une variabilité de court terme avec au moins deux périodes distinctes, et elle est classée comme une étoile variable de type SX Arietis dans le General Catalogue of Variable Stars. Sa magnitude apparente varie entre 4,91 et 4,97.
Elle tourne rapidement sur elle-même à une vitesse de rotation projetée de 320 km/s, que l'on estime être autour de 80 % la valeur de la vitesse de rotation critique. Cela donne à l'étoile une forme aplatie avec un bourrelet équatorial qui vaut 6,5 R☉, contre un rayon de 5,7 R☉ aux pôles. L'étoile possède un compagnon secondaire en orbite, qui est une étoile sous-naine de type O. Après plusieurs tentatives précédentes infructueuses pour repérer ce compagnon, il a fini par être détecté en utilisant la méthode de l'interférométrie, mais ses paramètres orbitaux ne sont pas encore connus.